# Jakob Maul

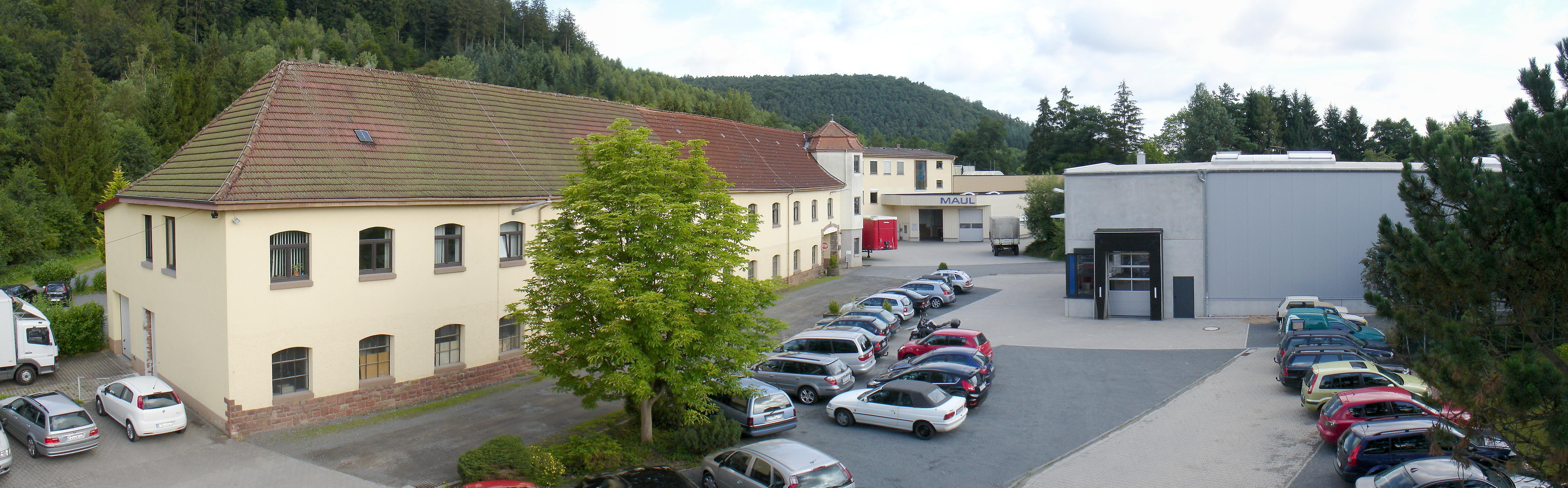
Jakob Maul GmbH, Standort Bad König-Zell

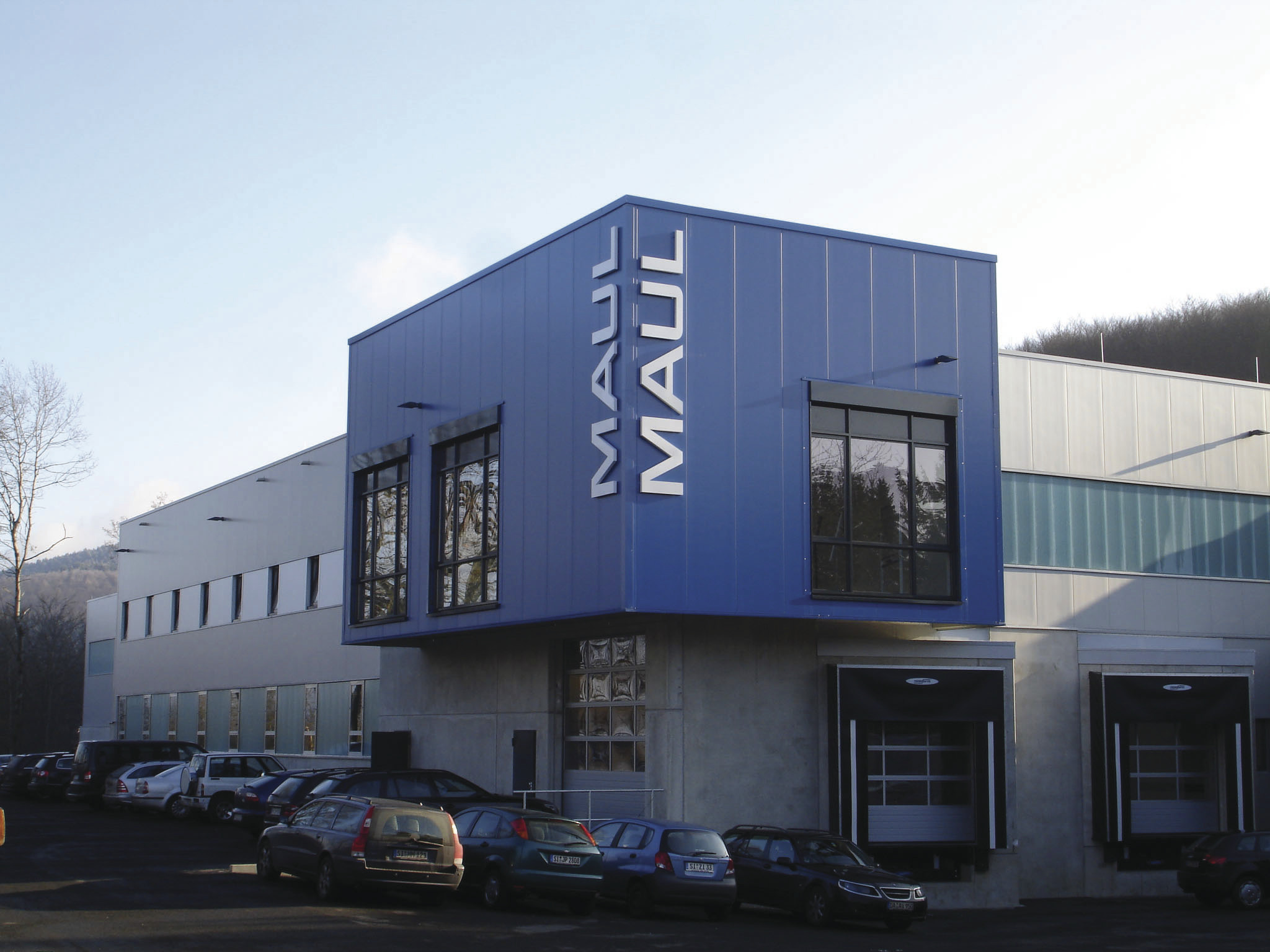
Jakob Maul GmbH, Standort Kirchen

Die Jakob Maul GmbH (Eigenschreibweise: MAUL) ist ein Hersteller von Produkten des Bürobedarfs mit Sitz in Bad König, Ortsteil Zell im Odenwaldkreis in Hessen.

## Geschichte

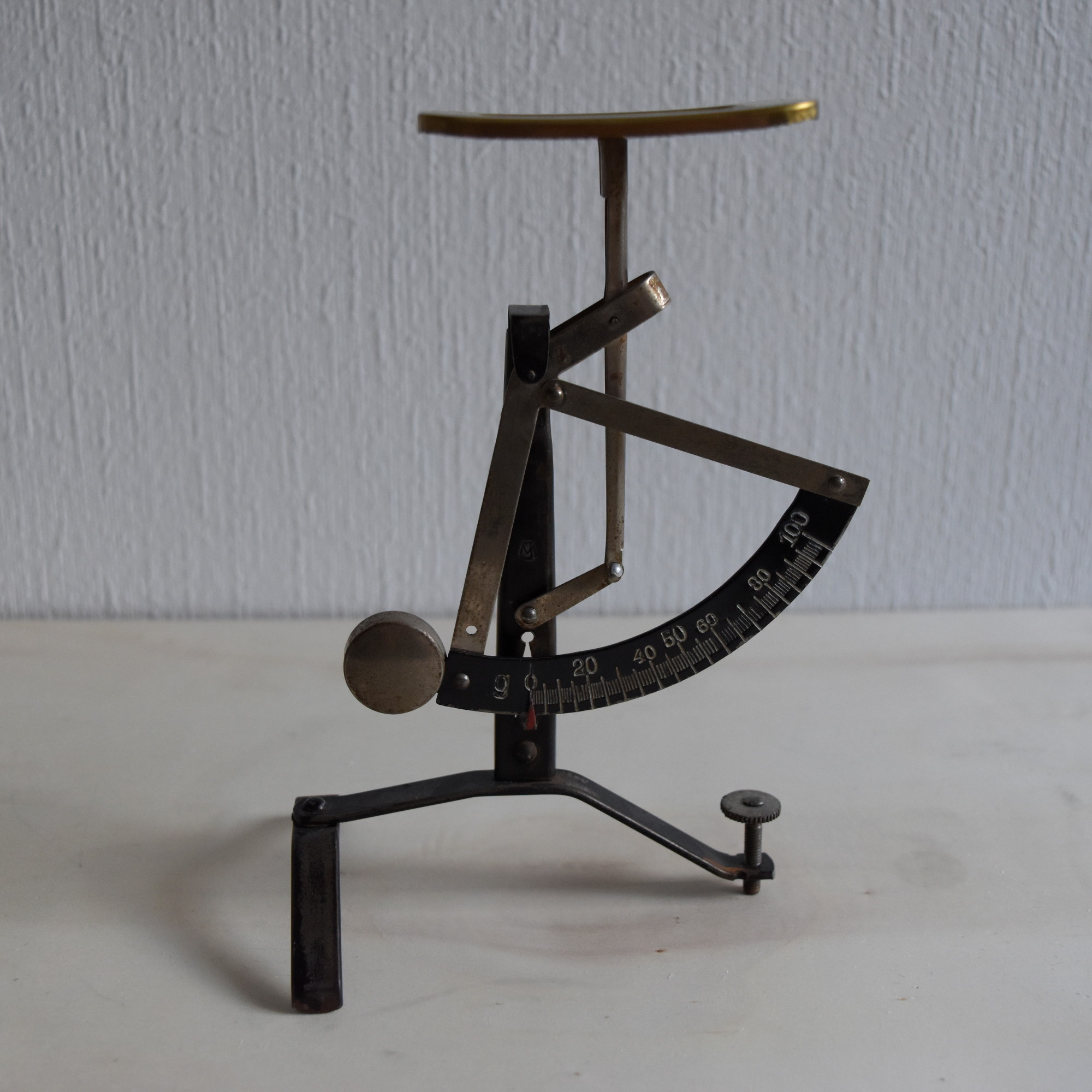
Historische Briefwaage von Jakob Maul

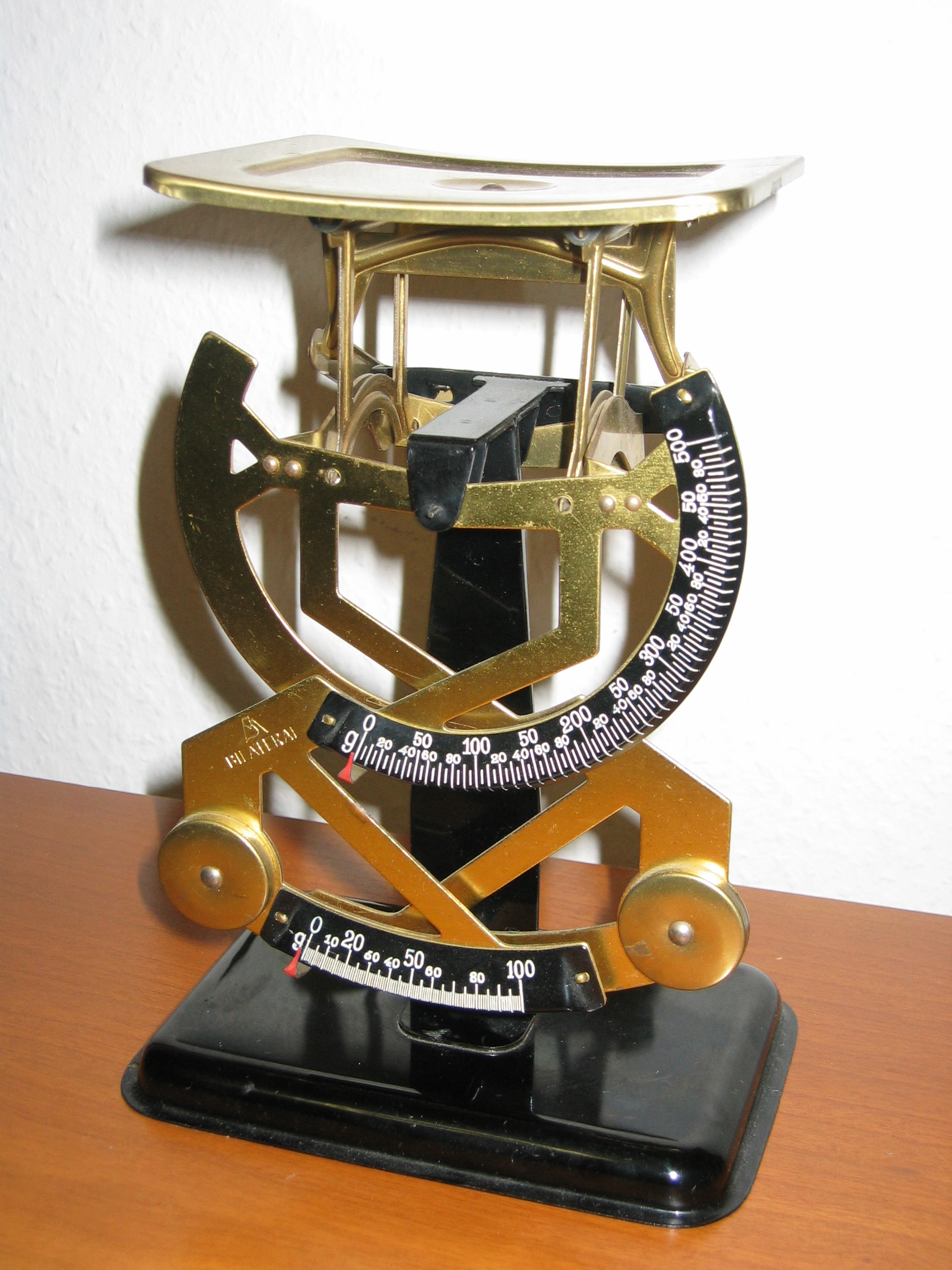
Briefwaage von J. Maul

Die Jakob Maul GmbH wurde im Jahr 1912 von Jakob Maul (1866/67–1953) gegründet. Jakob Maul, Sohn eines rheinhessischen Weinbauern, hatte bei seinem Onkel Philipp Jakob Maul in dessen Briefwaagenfabrik in Hamburg gelernt und gearbeitet, bevor er mit 45 Jahren das Anwesen einer ehemaligen Kammfabrik in Bad König Zell im Odenwald im August 1912 erwarb. Einen Monat später gründete er die Metallwarenfabrik. Die auf dem Grundstück vorhandene Wasserkraft bot den Vorteil eigener Stromerzeugung, denn ein öffentliches Stromnetz gab es seinerzeit noch nicht. Mit drei Schlossern und einem Hilfsarbeiter wurden zunächst die Werkzeuge für die maschinelle Fertigung von Büroartikeln hergestellt. Dazu musste Jakob Maul jeden Mitarbeiter selbst anlernen, denn Werkzeugmacher waren – in dem für die Region im Odenwald vollkommen neuen Industriezweig – nicht vorhanden. 
Anfang 1913 wurde mit der Produktion von Zettelhaken, Federlegern, Tintenlöschern (Löschwiegen), Brieföffnern und Buchstützen begonnen.
Der ältere Teil der heutigen Fabrikationsanlagen wurde in den späten 1920er Jahren von dem aus Zell stammenden Architekten Georg Peter Klein an der Stelle der alten Mühle errichtet. Auf dem gegenüberliegenden Hang entstand das zugehörige Fabrikantenwohnhaus als dreigeschossiger Steinbau mit Krüppelwalmdach und Altanvorbau mit diagonal gestelltem Ecktürmchen. Das Wohnhaus zeigt Anklänge an Stilelemente von Werkbund und Expressionismus. Sowohl das alte Firmengebäude wie auch das Fabrikantenwohnhaus stehen heute unter Denkmalschutz.
Während der beiden Weltkriege musste das Unternehmen mit Personalsorgen wegen Einberufung sowie massiven Materialbeschaffungsproblemen kämpfen. So war die Belegschaft bis 1936 auf 160 Personen angestiegen, nach Ende des Zweiten Weltkrieges wurde die Arbeit mit nur rund 50 Personen wieder aufgenommen.
1953 übernahm Diplom-Ingenieur und Schwiegersohn Fritz Scharmann, seit 1923 im Unternehmen tätig, nach dem Tod von Jakob Maul die Gesamtverantwortung für das Unternehmen. 1970 wurde die Fertigung der Ph. J. Maul in Hamburg übernommen, 1974 wurden die Porti Bürogeräte in Hamburg gekauft. Im Jahr 1979 wurde die KG in eine GmbH umgewandelt. Zum 75-jährigen Jubiläum 1987 fertigte Maul 192 Artikel mit rund 100 Mitarbeitern.
1999 stellte Maul die erste reine Solarbriefwaage der Welt vor. Zum ersten Mal gab es damit Solarwaagen zu Preisen vergleichbarer batteriebetriebener Waagen. Anfang des Jahres 1999 wurde das Tochterunternehmen Weiss GmbH integriert. Zum 1. Juli 2001 wurde das Unternehmen Walter Hebel GmbH & Co. KG aus Kirchen akquiriert.
Werner Scharmann starb im August 2004. Seine Brüder Hellmut und Walter Scharmann hatten sich bereits aus dem operativen Geschäft zurückgezogen. Gemeinsam mit Winfried Brand (Geschäftsführer Technik) und Hermann Stühn (Geschäftsführer Hebel) führte Werner Scharmanns Sohn Stefan, seit 1996 Geschäftsführer, das Unternehmen weiter. Seit 2009 hat Stefan Scharmann die alleinige Verantwortung als Geschäftsführer. Die Gesellschafterversammlung bildet sich aus Stefan Scharmann und vier weiteren Mitgliedern der Familien Scharmann.
2012 feierte Maul sein 100-jähriges Bestehen.

## Produkte
Das Unternehmen ist weltweiter Marktführer bei elektronischen Solarwaagen, die unter der Marke „Maul“ vertrieben werden. Herz der Solarwaage ist der von Maul entwickelte und patentierte Messaufnehmer. Er misst die Bewegung, die durch den Druck des Gewichts entsteht. Bei einer 2-kg-Waage entspricht ein Gewicht von einem Gramm einer Messaufnehmerbewegung von 0,00035 mm. Durch die Entwicklung eines Mixed-Signal-ASICs wurde der Energieverbrauch um das 320fache reduziert. So gelang es Maul als erstes Unternehmen, Briefwaagen mit reiner Solarenergie zu entwickeln – damals eine Weltneuheit. Die erste von Maul hergestellte Solarwaage war die MAULtronic S im Jahr 1999.
Darüber hinaus gliedert sich das Sortiment in die Kategorien Einrichten, Organisieren, Informieren, Planen, Präsentieren und Wiegen.

## Auszeichnungen
- 1985: Haus Industrieform Essen (heute: red dot design award) (Produkte: Briefwaage, Klammernspender, Federschale, Briefablage)
- 1986: Design Plus Award / Initiative Form und Leben (Produkt: Konzepthalter)
- 1995: Design Plus Award / Initiative Form und Leben (Produkt: Federbriefwaage)
- 1998: Internationaler Designpreis Baden-Württemberg (Produkt: Bildschirmträger)
- 2001: Produkt des Jahres / Fachverband Kunststoff Konsumwaren (Produkt: Solar-Paketwaage MAULparcel S)
- 2005: Produkt des Jahres / ISPA&Innovation (Produkt: Frankier-Set STAMPIT)[7]
- 2009: Produkt des Jahres / pbs Industrie (Produkt: schreibtischset MAULacro)[8]
- 2010: Produkt des Jahres / ISPA&Innovation (Produkt: Leuchte MAULprimus)[9]
- 2012: Benelux Office Products Award (Produkt: Leuchte MAULprimus)